# Juni 2017
Dit artikel geeft een chronologisch overzicht van de belangrijkste gebeurtenissen per dag van de maand juni in het jaar 2017.

## Gebeurtenissen

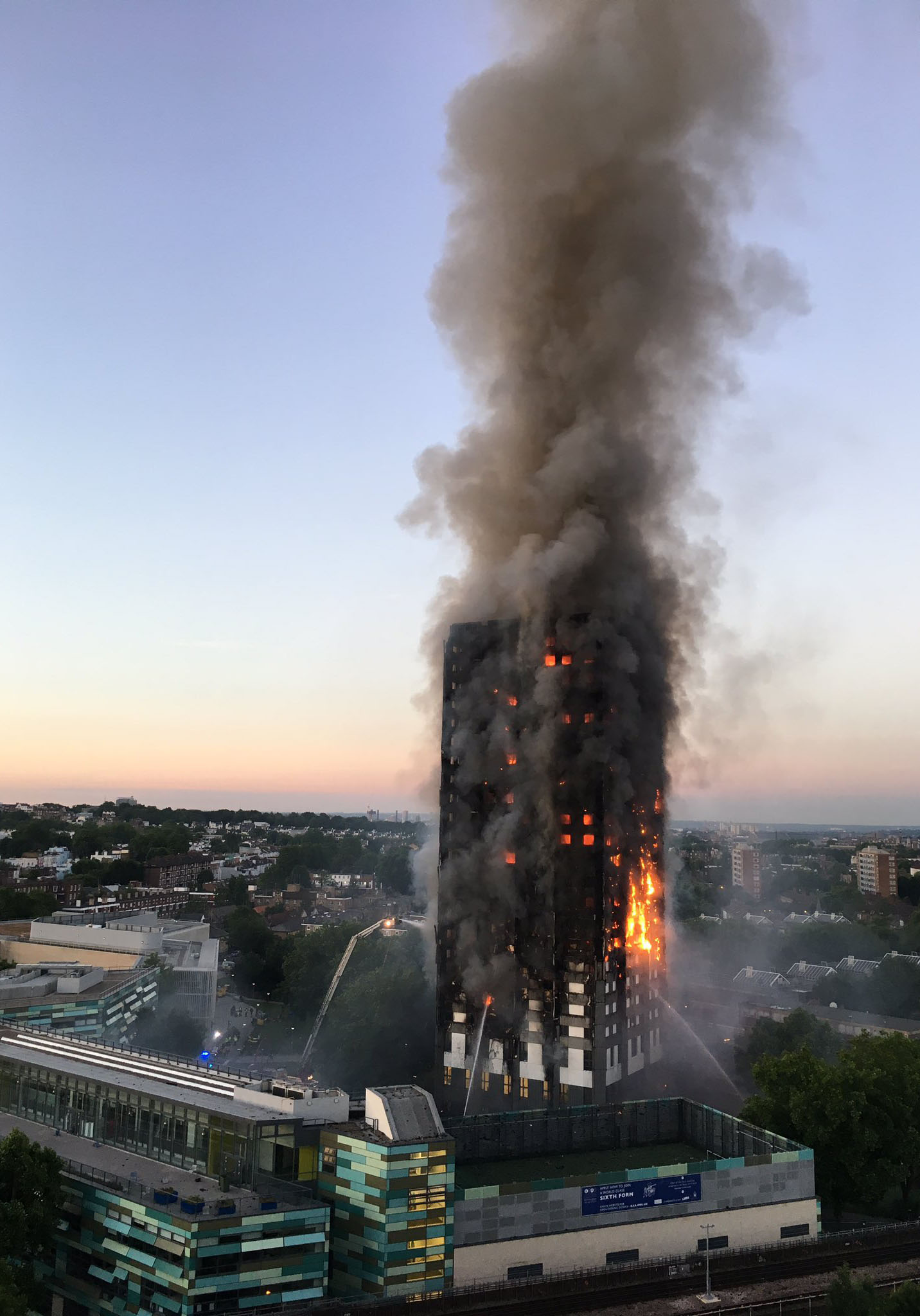
Brand in de Grenfelltoren, Londen

### begin juni
- Nederland is in de ban van de vermissing en dood van de twee 14-jarige meisjes Savannah en Romy.[1]

### 1 juni
- Een schoolbus uit Geldrop-Mierlo die op weg was naar Londen rijdt op de Franse A16 bij Saint-Georges-sur-l'Aa op een vrachtwagen. Er zijn 22 gewonden.[2]
- President Donald Trump kondigt aan dat de VS zich gaan terugtrekken uit het Akkoord van Parijs.[3]
- In een casino in de Filipijnse hoofdstad Manilla schiet een man om zich heen en sticht brand, waarna hij zelfmoord pleegt. Er vallen tientallen doden als gevolg van de verstikkende rook.[4]

### 3 juni
- Bij een aanslag op de London Bridge en op Borough Market in Londen vallen zes doden en tientallen gewonden. De drie aanvallers worden door de politie doodgeschoten.

### 5 juni

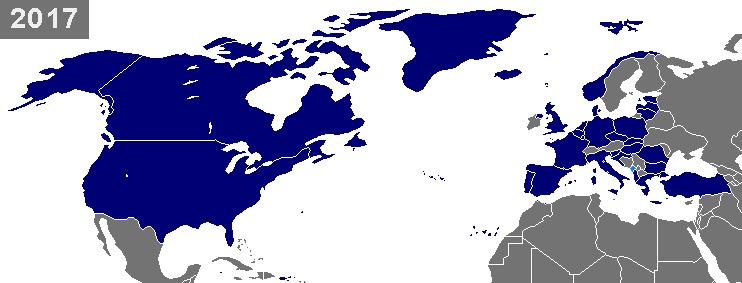
5 juni - Montenegro wordt lid van de NAVO

- Montenegro wordt lid van de NAVO.

### 7 juni
- Bij twee aanslagen in de Iraanse hoofdstad Teheran, op het parlementsgebouw en het mausoleum van ayatollah Khomeini, vallen meer dan tien doden. Terreurgroep IS eist de verantwoordelijkheid op.
- De Duitse regering besluit alle Duitse militairen op de Turkse legermachtbasis Inçirlik over te plaatsen naar een basis in Jordanië.

### 9 juni
- De Conservatieve Partij van premier Theresa May verliest haar absolute meerderheid in het Britse Lagerhuis na de vervroegde verkiezingen.

### 14 juni
- In de Londense wijk Kensington brandt de Grenfelltoren volledig uit. Het aantal doden loopt in de vele tientallen. (Lees verder)
- In de Amerikaanse stad Alexandria opent een schutter het vuur op Republikeinse leden van het Amerikaans Congres. Onder de gewonden is de whip Steve Scalise.

### 17 juni
- In het gebied bij de Portugese gemeente Pedrógão Grande vallen minstens 64 doden bij een grote bosbrand. Enkele dorpen zijn geheel ingesloten geraakt door het vuur. (Lees verder)

### 19 juni
- In de Londense wijk Finsbury Park rijdt een bestelbus kort na middernacht in op een groep moslims die net uit een moskee komen. (Lees verder)
- La République en marche ! wint ook de tweede ronde van de Franse parlementsverkiezingen.

### 20 juni
- Bij een paleiscoup in Saoedi-Arabië wordt kroonprins Mohammed Ben Nayef opzijgeschoven en onder huisarrest geplaatst. Zijn plaats wordt ingenomen door de zoon van de koning, Mohammed Ben Salman.

### 21 juni
- In Roemenië wordt de regering van Sorin Grindeanu na enkele maanden al weer naar huis gestuurd door een motie van wantrouwen die was ingediend door de twee regeringspartijen PSD en ALDE.

### 23 juni
- Bij een reeks aanslagen in drie Pakistaanse steden (Quetta, Parachinar en Karachi) vallen bij elkaar zo'n 80 doden en honderden gewonden.

### 25 juni
- In de Pakistaanse stad Bahawalpur explodeert een tankwagen. Er vallen zeker 153 doden. Tientallen mensen raken gewond.

### 26 juni
- Het Amerikaanse Hooggerechtshof gaat het inreisverbod van president Donald Trump, dat door verschillende rechters werd opgeschort, opnieuw beoordelen. In afwachting daarvan mag het deels worden toegepast.

### 29 juni
- Het gerechtshof in Amsterdam veroordeelt vier hoofdverdachten in het liquidatieproces Passage tot een levenslange gevangenisstraf.

### 30 juni
- Hawaï vraagt een rechtbank om meer duidelijkheid over het inreisverbod van president Donald Trump, dat sinds vannacht van kracht is.

## Overleden
← · januari · februari · maart · april · mei · juni · juli · augustus · september · oktober · november · december ·  →